# Чельгрен, Юхан Хенрик
Юхан Хенрик Чельгрен (Иоган-Генрик Келльгрен, швед. Johan Henric Kellgren; 1 декабря 1751, провинция Вестергётланд — 20 апреля 1795, Стокгольм) — шведский поэт и драматург.

## Биография
Учился в университете Або (ныне Турку) в Финляндии, входившей тогда в состав Швеции.
Вернулся в Стокгольм в 1777 году. Был любимцем короля Густава III, вместе с которым написал трагедию «Королева Кристина». Его трагедии и поэмы написаны отчасти под влиянием переживаний французского классицизма и страдают условностью и риторичностью; в некоторых из них, однако, он успел освободиться от французского влияния. Наиболее известны его трагедии: «Густав Васа», «Густав-Адольф», сатирические поэмы: «Mina Cöjeu» («Мои насмешки»), «Ljusets fiender», патриотическая песнь «Cantaten den 1 Januar 1789» и др. Собрания его сочинений «Samlade Skrifter» изданы в 1796, 1860 и 1884—1885 годах (Уппсала).